# Raid Lipton
 (mars 2023).
Si vous disposez d'ouvrages ou d'articles de référence ou si vous connaissez des sites web de qualité traitant du thème abordé ici, merci de compléter l'article en donnant les références utiles à sa vérifiabilité et en les liant à la section « Notes et références ».
 (mars 2023).
Le Raid Lipton est un raid nature organisé tous les ans à La Réunion depuis 2005.
La première édition a compté 142 participants. Découpé en trois étapes, le parcours emmenait les coureurs de Bourg-Murat à la Rivière des Galets. René-Paul Léocadie l'a emportée chez les hommes et Marcelle Puy a dominé le classement féminin.